# Caminho Novo
Caminho Novo és una localitat de São Tomé i Príncipe. Es troba al districte de Mé-Zóchi, al nord-est de l'illa de São Tomé. La seva població és de 2.357 (2008 est.). L'assentament se situa en un estret territori que es troba entre els districtes de d'Água Grande i Cantagalo. Les localitats més properes són Pantufo al nord-est, Praia Melão al sud-est, Almas al sud-est i Bombom al nord-oest, la primera localitat d'Água Grande. Es troba al sud de la capital São Tomé.

## Evolució de la població
| 2001  | 2008  |
| 2.068 | 2.357 |

## Altres
Una espècie de granota coneguda com a Phrynobatrachus leveleve (granota de fang africana Leveleve) es troba a l'àrea de Pete Pete al sud-est, descrita en 2007. L'espècie està relacionada amb Phrynobatrachus dispar.